# Polyrhachis hastata
Polyrhachis hastata är en myrart som först beskrevs av Pierre André Latreille 1802.  Polyrhachis hastata ingår i släktet Polyrhachis och familjen myror. Inga underarter finns listade i Catalogue of Life.

## Bildgalleri

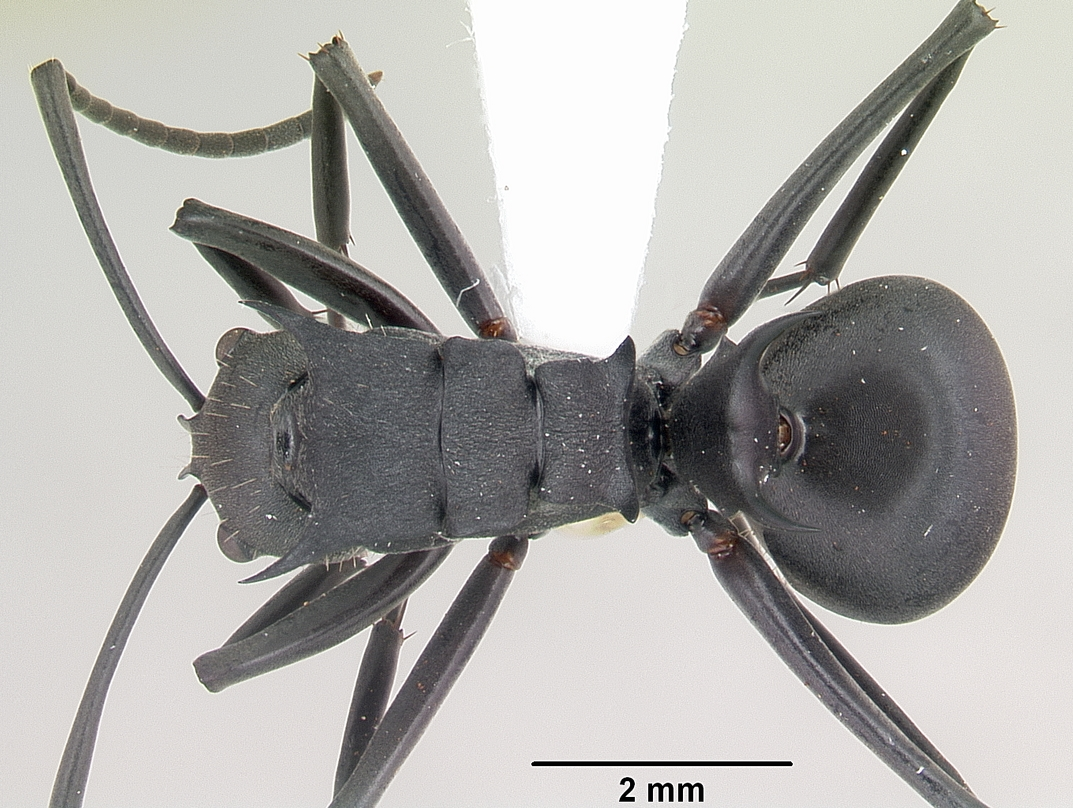
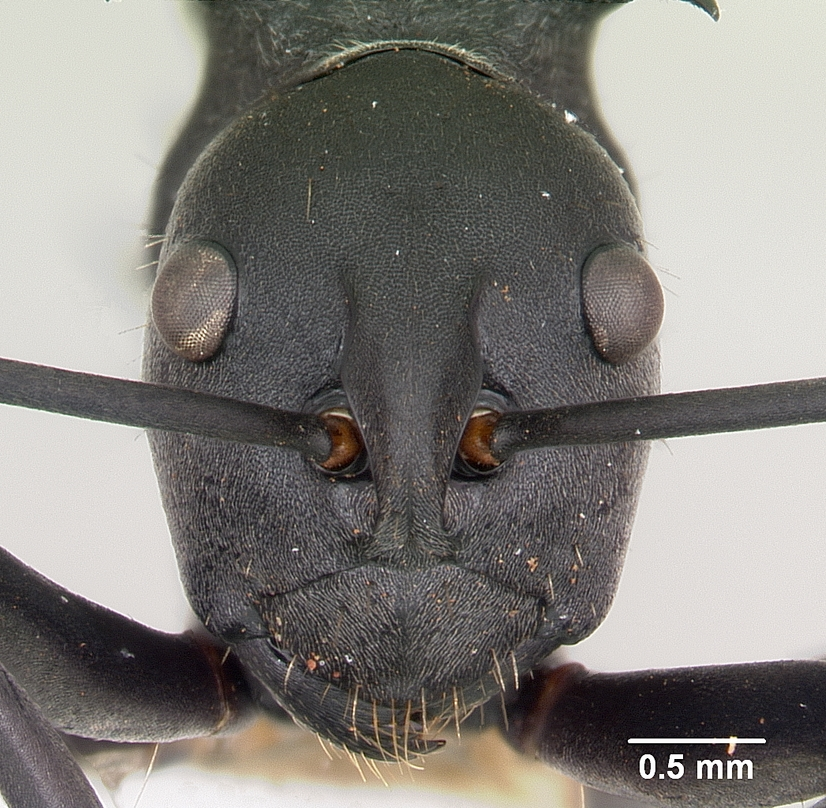
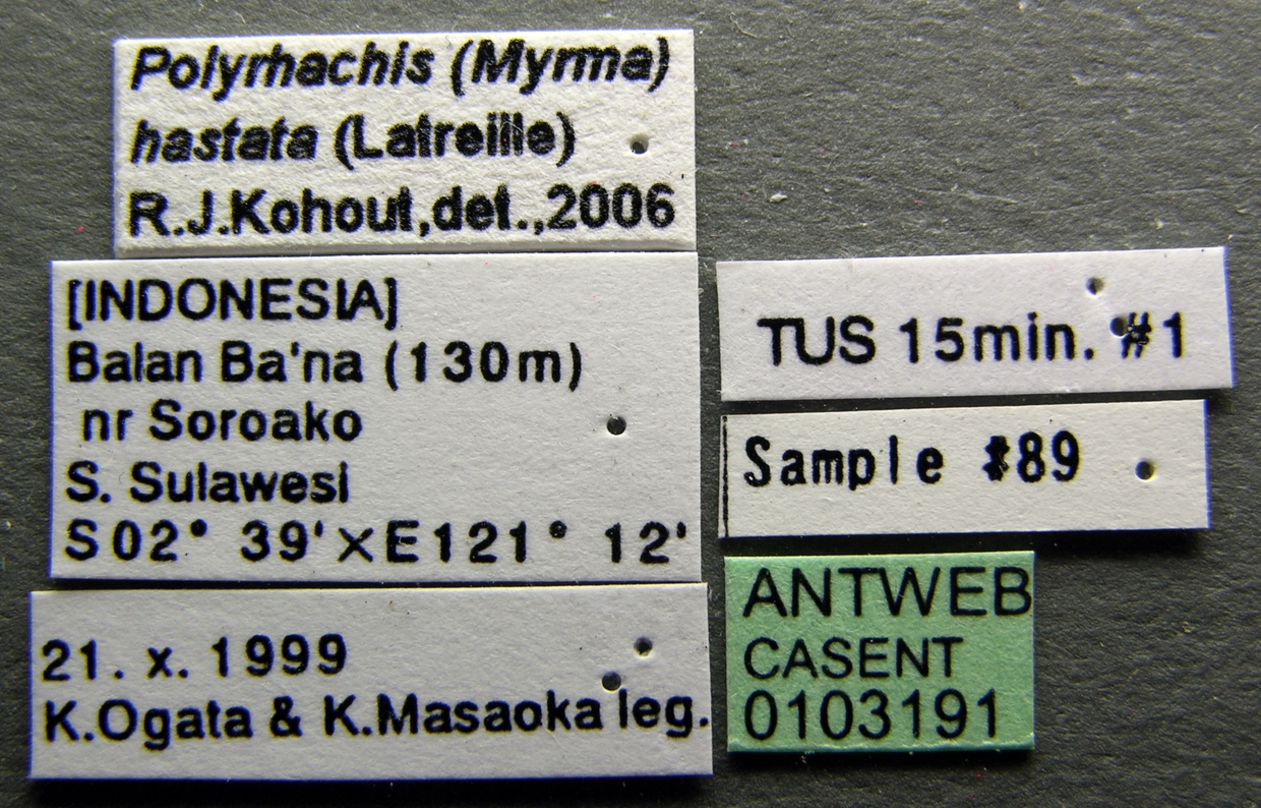
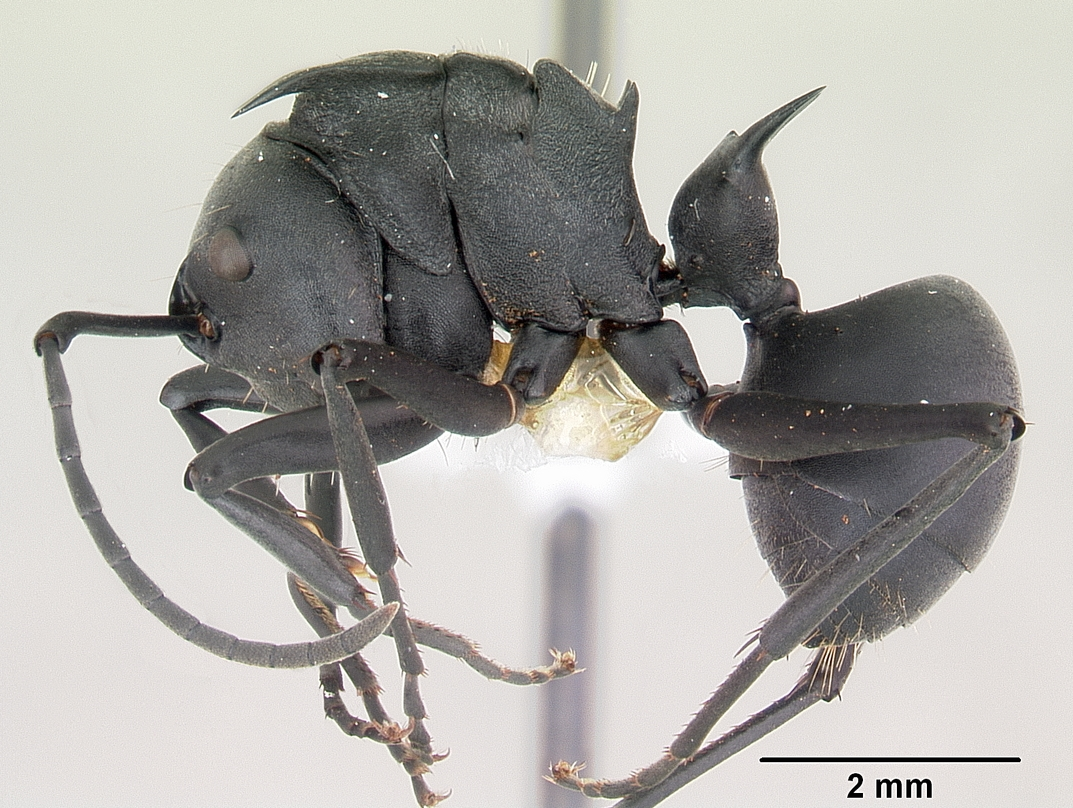